# The European Rest Cure
The European Rest Cure est un film muet américain réalisé par Edwin S. Porter et sorti en 1904.

## Synopsis
Un américain part en Europe pour une cure, mais celle-ci ne sera pas de tout repos, toutes sortes de catastrophes s'abattant sur la tête du pauvre homme.

## Fiche technique
- Titre : The European Rest Cure
- Réalisation : Edwin S. Porter
- Chef opérateur : Edwin S. Porter
- Production : Edwin S. Porter pour Edison Manufacturing Company
- Genre : Comédie
- Durée : 17 minutes
- Date de sortie :
  - États-Unis : septembre 1904

## Distribution
- Joseph Hart